# 劉禎慶
劉禎慶（？—？），號睡巖，山東兖州府济宁州人。明末清初政治人物。同進士出身。

## 生平
天啓七年（1627年）丁卯科山東鄉試第二十三名舉人，七年（1634年），登甲戌科會試第一百七十名，廷試三甲第一百九十名進士，兵部观政，八年授北直隶東光知縣。

## 家族
曾祖刘铉；祖刘允中，封文林郎元城知县；父刘三奇，廪生。